# Grenzen Ränder Niemandsländer
Grenzen Ränder Niemandsländer. 51 Geländegänge ist ein autobiografischer Essayband von Jochen Schimmang, der 2014 in der Edition Nautilus erschien. Entlang seiner Autobiografie erzählt er vom Meiden der geografischen, kulturellen und politischen Mitte.

## Inhalt
Die fehlenden Kommata im Titel sind, laut Rezensent Frank Schäfer, poetologisches Kalkül und sollen an Roland Barthes erinnern, für den der Zwischenraum der ureigentliche Ort des Schriftstellers war.
In 51 kurzen Kapiteln, die er „Geländegänge“ nennt, schreibt Schimmang von seiner lebenslangen Faszination von Grenzen und Rändern und der Vorliebe für „Niemandsländer“. Das wahre Niemandsland sei immer ein herrschaftsfreies Territorium oder zumindest eines, in dem die Strukturen so unübersichtlich sind, dass sie nicht als Herrschaftsverhältnisse erkennbar seien. „Das Niemandsland ist kein Sperrgebiet, sondern zeichnet sich schon lexikalisch dadurch aus, dass es niemandem gehört und allen offen steht.“
Es sei seine persönliche „Geburtsgnade“, kein Kind der Bundesrepublik zu sein, sondern eines der britischen Zone. Die Tatsache, dass sein Land zum Zeitpunkt seiner Geburt staatlich nicht existierte, sondern vollständig entmündigt war, verschaffe ihm bis heute ein temporäres Glücksgefühl.

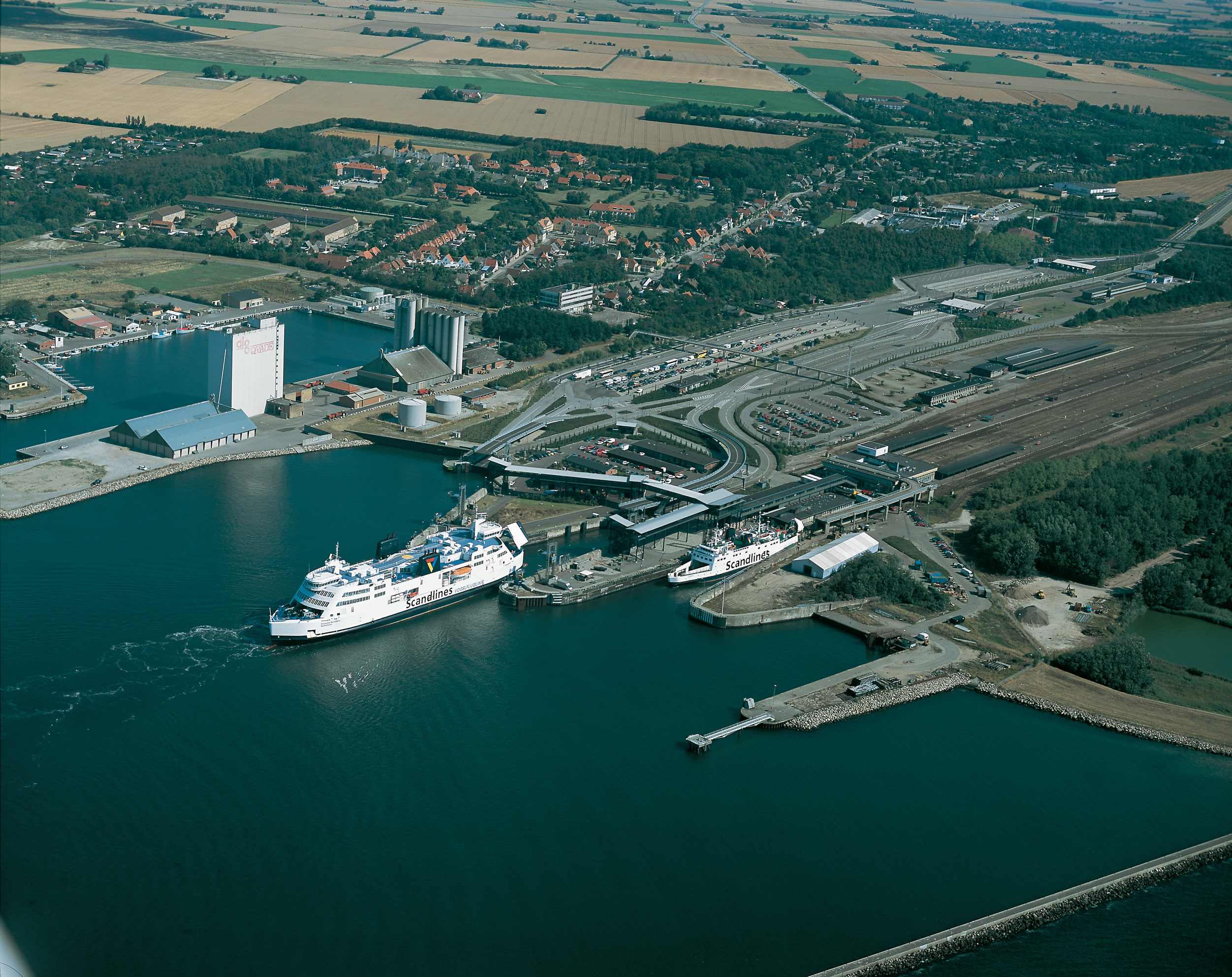
Dänischer Fährhafen Rødbyhavn. Auch hier machte Schimmang Grenzerfahrungen.

Schimmang berichtet von frühen Grenzerfahrungen in seiner Geburtsstadt am Rande des Zonenrandgebiets und an der holländischen Grenze sowie vom dänischen Fährhafen Rødbyhavn und seinen Transitreisen durch die DDR nach und von Berlin. Er schreibt eine persönliche Kulturgeschichte des Verschwindens, des Verstecks, des Unsichtbarwerdens und prägender Lektüren. Seine essayistischen Geländegänge bringen ihn in den englischen Klassenkampf zu Zeiten Margaret Thatchers und dreimal zu Peter Handke in Chaville. 
Er erzählt Anekdoten, wie etwa die „legendäre Geschichte“ von seiner kindlichen Flucht auf dem Dreirad in Richtung Harz oder ein Erlebnis aus dem London des Jahres 1980. Beim Spaziergang durch Soho pfiff er das Lennon-Lied Working Class Hero, was ein Lieferwagenfahrer, der gerade Gemüse auslud, mit „Oh no, not you!“ kommentierte. Er berichtet auch über die Flucht eines zornigen Peter Handke aus einem Taxi auf der Autobahn, der über die Leitplanke stieg und im Wald verschwand.
Allerlei Geländegänge enthalten politische Er- und Bekenntnisse. So schreibt Schimmang über die Konjunktur des Nationalismus seit 1989: „Plötzlich mussten wir lernen, dass es auf der Welt nichts Heiligeres gibt als die kroatische, die serbische, die slowenische, die lettische, die estnische, die litauische, die ungarische, die slowakische, die rumänische, die bulgarische, die polnische und die russische Nation und Sprache, jeweils in absoluter Ausschließlichkeit.“ Zum weitgehend aufgegebenen „revolutionären Kampf“ meint er: „Alle wollen eigentlich den »guten Kapitalismus«, von den Christsozialen und Christdemokraten (also Bayern und Restdeutsche), über die Grünen, die Sozialdemokraten bis hin zur Partei Die Linke (also die wahren Sozialdemokraten).“ Die FDP sowieso. Durchaus sympathisch sei dem Kapital die „schwäbisch-grüne Variante des guten Geschäfts mit ökologischem Anstrich“, deren ideologische Repräsentanten ein Kretschmann oder ein Özdemir seien. Dann fragt er: „Und wir Linksradikalen? Wir wissen Bescheid, aber das nützt uns nichts und denen, als deren Avantgarde und Stellvertreter wir uns zuweilen immer noch missverstehen, auch nicht.“

## Rezeption
taz-Rezensent Frank Schäfer nennt Schimmangs Geländegänge „Flanerien, die noch einmal gedanklich wichtige Orte der eigenen Biografie abschreiten und als Motivation nutzen, um sein Reflexionsvermögen ordentlich auf Trab zu bringen.“ Das gelinge ihm grandios. Seine Glücksfantasie eines völlig entmündigten Deutschlands gehe vielleicht am eigentlichen Problem vorbei. Dennoch hege man Sympathie für seine Hypersensibilität und seinen Argwohn. Vor allem dafür, dass er der alten, kleinen, demütigen Bonner Republik, die noch ohne hegemoniale Ansprüche auskommen musste und ohne Säbelrasseln, mehr als eine Träne nachweint.
Friedmar Apel nannte Schimmangs Sehnsucht nach der Bonner Republik in der Frankfurter Allgemeinen Zeitung einen „historistische Snobismus“, der einem albern vorkommen mag. Der Autor könne Orte sehr stimmungsvoll und dicht beschreiben, „jedoch verderben ihm oft ein pharisäerhaftes Bescheidwissen und wohlfeile Kritik politischer Verhältnisse und herrschender Mentalitäten den Stil.“ Die Proklamation seiner Randständigkeit habe nicht selten etwas Selbstgefälliges, beinahe scheine er dem „lieben Gott“ dafür zu danken, dass er nicht so ist wie jene dort in der Mitte.
Christian Schröder interpretiert Schimmang im Tagesspiegel: „Mitte“ sei für ihn ein Schimpfwort, die „Neue Mitte“ von Tony Blair und Gerhard Schröder verabscheue er genauso wie die Hipster-Selbstgefälligkeit von Berlin-Mitte. Von der Mitte aus, argumentiere er mit Foucault, lasse sich alles erfassen und überwachen. Doch die Provinz, das Niemandsland leiste Widerstand. Seine erhellende „Geländekunde“ sei von altlinkem Furor durchtränkt und von einer nostalgischen Sehnsucht, die sich aus einer bis in die Gründungsgeschichte der alten Bundesrepublik reichenden Anschauung speise.